# Emus
Emus — род жуков из семейства стафилинид и подсемейства Staphylininae.

## Описание
Средние тазики широко раздвинуты. Всё тело в густых и длинных шерстистых волосках.

## Систематика

### Виды
Некоторые виды:
- Emus aeneicollis Lacordaire, 1835
- Emus figulus Gistel, 1857
- Emus griseosericans Fairmaire, 1894
- Emus hirtus (Linnaeus, 1758)
- Emus soropegus Gistel, 1857